# Malakivșciîna, Letîciv
Malakivșciîna (în ucraineană Малаківщина) este un sat în comuna Snitivka din raionul Letîciv, regiunea Hmelnîțkîi, Ucraina.

## Demografie
Componența lingvistică a localității Malakivșciîna
     Ucraineană (93,81%)
     Rusă (6,19%)
Conform recensământului din 2001, majoritatea populației localității Malakivșciîna era vorbitoare de ucraineană (93,81%), existând în minoritate și vorbitori de rusă (6,19%).